# Nikolai Stepanovich Turchaninov
Nikolai Stepánovich Turczanínow (Nikitovka, agora Oblast de Belgorod, 1796 — Kharkov, 1863), grafado Никола́й Степа́нович Турчани́нов, foi um botânico que se notabilizou no campo da sistemática.

## Biografia
Em 1814, Turczaninow graduou-se pela Universidade de Kharkov empregando-se como funcionário público em São Petersburgo, onde publicou o seu primeiro trabalho botânico em 1825.
Em 1828 Turczaninov foi enviado para um posto administrativo em Irkutsk, Sibéria. Esta localização permitiu que realizasse herborização na região em torno do Lago Baikal, o que deu origem a um grande número de publicações.
Turczaninov masi tarde montou um herbário em Taganrog, nas margens do Mar de Azov. Após uma queda debilitante, ele permitiu que outros colectassem por ele e passou seu tempo em classificação, estudo e redacção.
O seu nome serviu de epónimo para várias espécies, entre as quais Connarus turczaninowii, Hydrocotyle turczaninowii e Sisymbrium turczaninowii.
O periódico científico Turczaninow é assim intitulado em sua homenagem. Em 1857 recebeu o Prémio Demidov da Academia das Ciências de São Petersburgo.

## Publicações
Entre muitas outras é autor das seguintes publicações:
- «Enumeratio plantarum phaenogamarum et filicum Florae Baikalensis, cura Turtschaninof». Flora oder Botanische Zeitung: welche Recensionen, Abhandlungen, Aufsätze, Neuigkeiten und Nachrichten, die Botanik betreffend, enthält. 17 (1): 4–28. 1834